# Gaudichaudia gaudichaudii
Gaudichaudia gaudichaudii is een krabbensoort uit de familie van de Xanthidae. De wetenschappelijke naam van de soort is voor het eerst geldig gepubliceerd in 1834 door H. Milne Edwards.